# Ripatransone
Ripatransone est une commune italienne d'environ 4 140 habitants, située dans la province d'Ascoli Piceno, dans la région Marches, en Italie centrale.

## Géographie
Appelée également le Belvédère du Picenum grâce au panorama offert depuis le centre historique de la Mer Adriatique jusqu'aux monts Sibillins, la cité repose sur une colline qui sépare le torrent Menocchia du fleuve Tesino.
Des vignes s'étalent à perte de vue vers Offida : c'est la région du Rosso Piceno, excellent vin parfumé.

## Histoire
On trouve des notes sur l'habitat seulement à partir du IXe siècle du nom est médiévale[Quoi ?] : il est lié probablement à la présence de la famille des Dransone ou Transone, qui possédait des terres du fief de l'évêque de Fermo.
La commune naquit en 1205 à la suite de la réunion de quatre châteaux (Agello, Roflano, Monte Antico et Capodimonte). Le nom de Ripa Transonum apparaît en 1357 : la cité a appartenu un moment aux Malatesta (1348/1355) et aux Sforza (1434/1443), puis à l'État pontifical : en 1571, Pie V l'éleva en évêché.

## Monuments et patrimoine
- Voir la Cathédrale de Ripatransone.

### Les personnes connues à Ripatransone
- Giovanni da Ripa (vers 1325- ?) : théologien franciscain
- Alessandro Bruti Liberati: Né le 22 janvier 1844, a été un célèbre étudiant d’histoire locale et photographe. Il a étudié les cours classiques et en 1867 a été employé par Papa Pio IX comme serveur. Son Travail a permis d’approfondir les études de photographie. Il a été aussi directeur de la Confrérie de gonfalone et du Musée Pinacoteque de la ville, donc a restauré l’église de Santa Maria della Valle en 1904. Ses collections et les photos de sa famille sont aujourd'hui part intégrante du musée de la ville. Il est mort en 1915[2].

## Administration
| Période                                  | Période  | Identité            | Étiquette | Qualité |
| ---------------------------------------- | -------- | ------------------- | --------- | ------- |
| 1944                                     | 1945     | Ugo Gasperoni       |           |         |
| 1945                                     | 1946     | Dante Calcagni      |           |         |
| 1946                                     | 1947     | Giuseppe Bruti      |           |         |
| 1947                                     | 1951     | Cleto Capponi       |           |         |
| 1951                                     | 1956     | Dante Calcagni      |           |         |
| 1956                                     | 1960     | Luigi Focaracci     |           |         |
| 1960                                     | 1965     | Uno Gera            |           |         |
| 1965                                     | 1970     | Nadino Michelangeli |           |         |
| 1970                                     | 1975     | Franco Capriotti    |           |         |
| 1975                                     | 1980     | Vittorio Verdecchia |           |         |
| 1980                                     | 1985     | Michelino Michetti  |           |         |
| 1985                                     | 1987     | Ezio Pulcini        |           |         |
| 1987                                     | 1988     | Marilena Paoletti   |           |         |
| 1988                                     | 1993     | Michelino Michetti  |           |         |
| 1993                                     | 2002     | Ubaldo Maroni       |           |         |
| 28 mai 2002                              | En cours | Paolo D'Erasmo      |           |         |
| Les données manquantes sont à compléter. |          |                     |           |         |

### Hameaux
Petrella, San Savino, Val Tesino, Trivio

### Communes limitrophes
Acquaviva Picena, Carassai, Cossignano, Cupra Marittima, Grottammare, Massignano, Montefiore dell'Aso, Offida

## Jumelages
- Sapri (Italie) depuis 1996.
- Zante (Grèce) depuis 1996.